# Stand by Me (sång)
"Stand by Me" är en sång från 1961 skriven av Ben E. King, Jerry Leiber och Mike Stoller. Låten är inspirerad av gospeln "Lord Stand by Me", ursprungligen komponerad av Charles A. Tindley 1905. I och med användandet av låten i filmen Stand by Me blev den åter populär och nådde placering på flera länders singellistor 1987.
1961 spelade Damita Jo in "I'll be there" på samma melodi, och den är som ett feminint "svar" på "Stand by Me", så Ben E. King gjorde med sin inspelning den egentligen andra versionen men det finns över 400 inspelningar av den med andra artister.
Ben E. Kings inspelning finns sedan 2015 bevarad i USA:s kongressbiblioteks National Recording Registry. Magasinet Rolling Stone listar Kings inspelning på plats 122 i listan The 500 Greatest Songs of All Time.
John Lennon släppte en cover av låten på sitt album Rock 'n' Roll 1975.
Muhammad Ali gjorde en cover i mitten på 60-talet, men då under namnet Cassius Clay. Låten nådde top 20 på Billboard Hot 100. 
1998 spelade 4 The Cause in låten och nådde plats 1 på den tyska hitlistan. 4 The Cause var ett tonårsband från Chicago.
Svante Thuresson framförde en svenskspråkig version av låten, Nära mej, med svensk text av Henrick Lindström, och släppte den på sin platta Du ser en man år 1968. 
Andra musiker som tolkat låten är Otis Redding och Björn Skifs.

## Listplaceringar, Ben E. King
| Lista (1961)   | Position              |
| -------------- | --------------------- |
| Kanada         | 16 (CHUM Hit Parade)  |
| Storbritannien | 27 (UK Singles Chart) |
| USA            | 4 (Billboard Hot 100) |

## Listplaceringar, John Lennon
| Lista (1975)   | Position               |
| -------------- | ---------------------- |
| Kanada         | 13 (RPM)               |
| Nya Zeeland    | 11                     |
| Storbritannien | 30 (UK Singles Chart)  |
| USA            | 20 (Billboard Hot 100) |
| Västtyskland   | 22                     |

## Annan textversion
- Damita Jo 1961 - I'll be there